# Kina slott
Kina slott är ett kungligt lustslott i Drottningholms slottspark på Lovön i Stockholms län. Slottet räknas till de kungliga slotten och finns med på Unescos världsarvslista. Nuvarande slott uppfördes mellan åren 1763 och 1769 efter ritningar av Carl Fredrik Adelcrantz.

## Första slottsbyggnaden

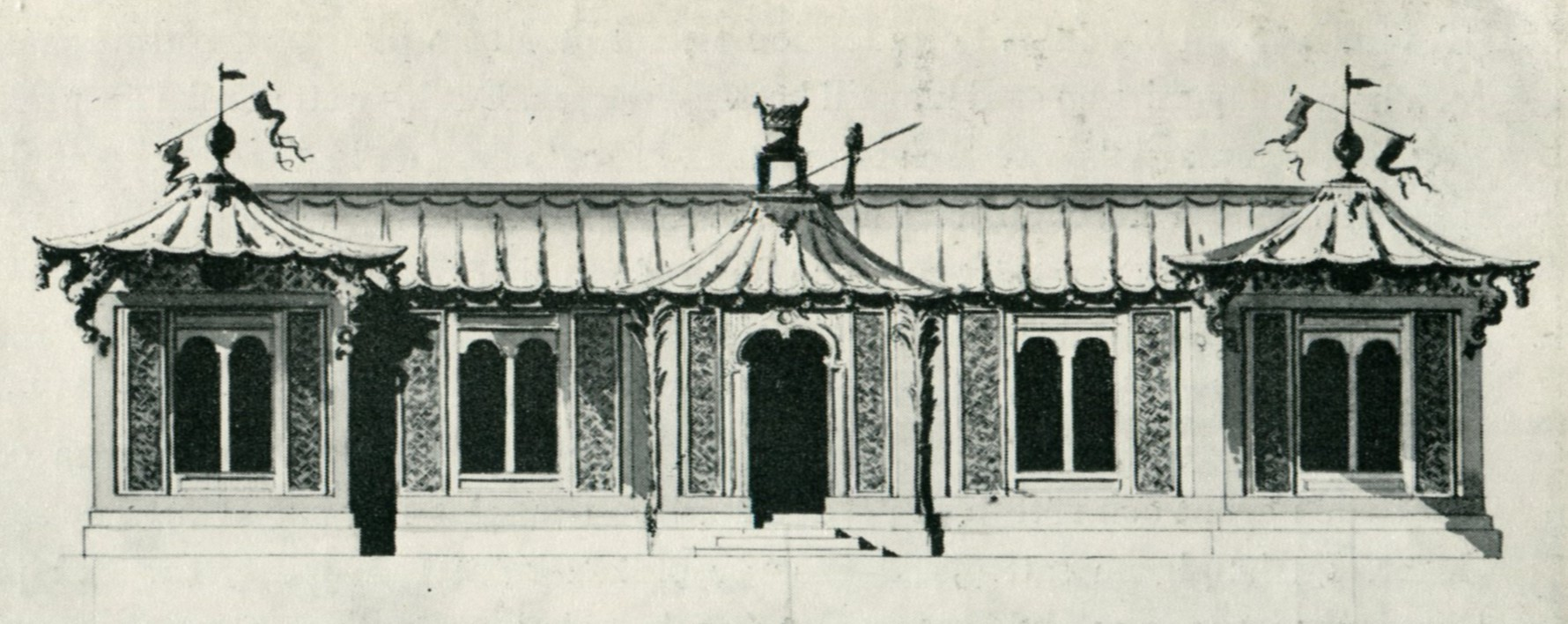
Det första slottet, ritning av C. Hårleman 1750.

Den första slottsbyggnaden var en lätt paviljong med två flyglar i kinesisk stil. Byggnaderna uppfördes i förväg på Arsenalsgatan i Stockholm i knuttimmer och när allt var klart flottades delarna ut till Drottningholm, där de monterades ihop. Arkitekterna var troligen Carl Hårleman och Carl Johan Cronstedt. Sommaren 1753, i god tid före drottningens födelsedag, var allt på plats. Paviljongen var då en överraskning och en födelsedagsgåva till drottning Lovisa Ulrika från kung Adolf Fredrik den 24 juli 1753. Vid överlämnandet fick hon ta emot slottets guldnyckel av den unge kronprinsen Gustav (sedermera Gustav III) som var utklädd till kinesisk prins. 
Så beskrev drottningen i brev till sin mor, drottning Sofia Dorothea av Preussen:
| ” | Han förde mig vid sidan om lustträdgården och jag blev överraskad att där plötsligt stå inför ett verkligt feeri, ty kungen hade låtit uppföra ett kinesiskt slott, som är det vackraste man kan se. | „ |

Det lilla slottet som i all hast och hemlighetsmakeri hade uppförts tålde inte det hårda svenska klimatet. Redan efter tio år hade rötan angripit trästommen och kungaparet lät då Carl Fredrik Adelcrantz rita en ny större anläggning i beständigare material.

## Andra slottsbyggnaden

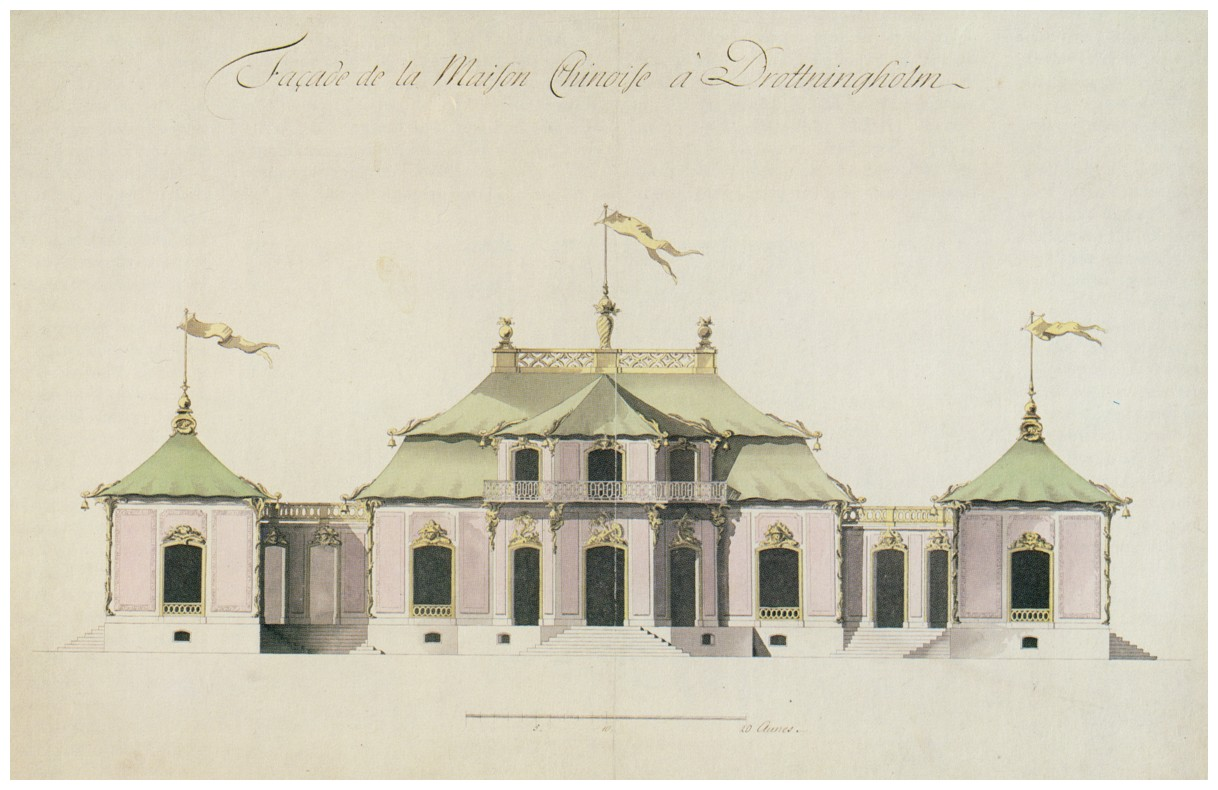
Fasadritning C.F. Adelcrantz 1763.

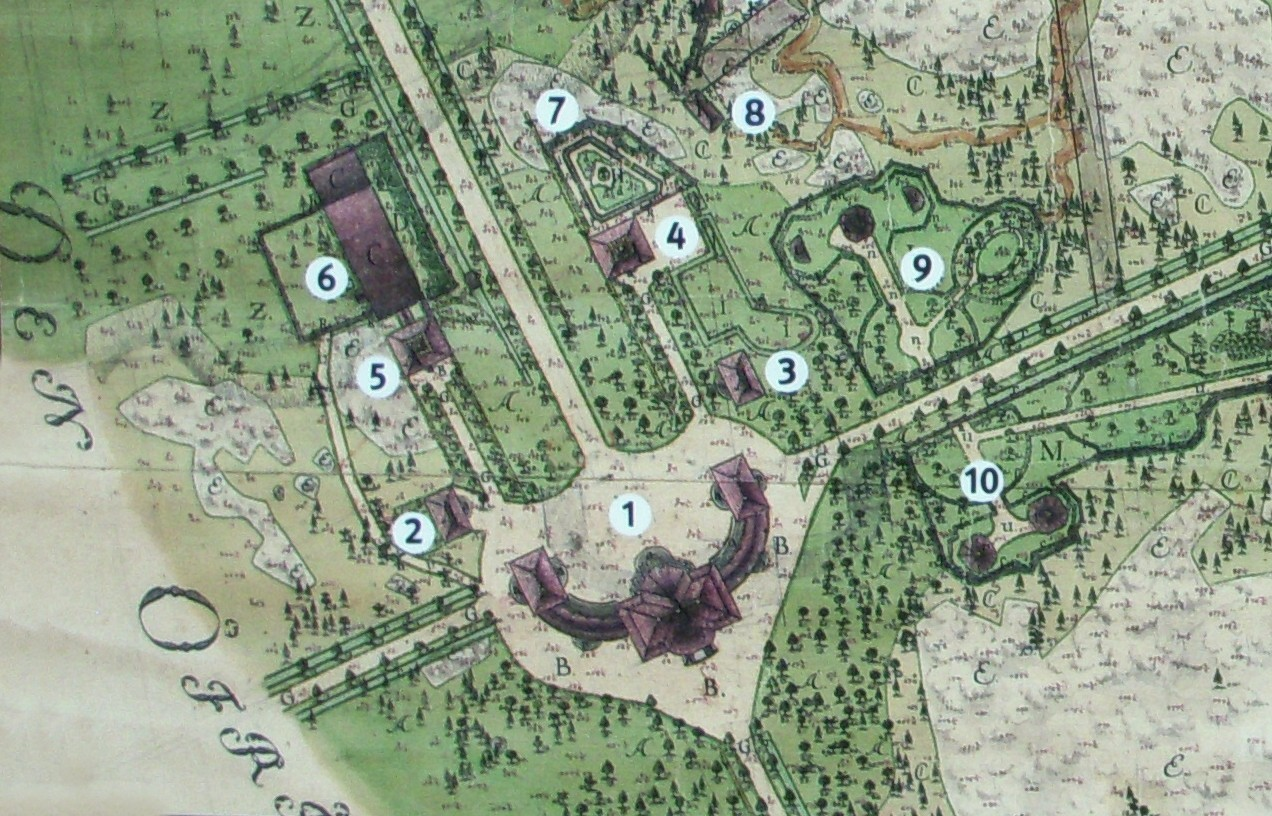
Området kring Kina slott år 1779.
1 Kina slott, huvudbyggnad
2 Västra flygeln (Silverkammaren)
3 Östra flygeln (Biljarden)
4 Adolf Fredriks ateljé
5 Confidensen
6 Köket (idag sommarcafé)
7 Trädgården
8 Boningshus (rivet)
9 och 10 Voliére (fågelhus) och lövsalar

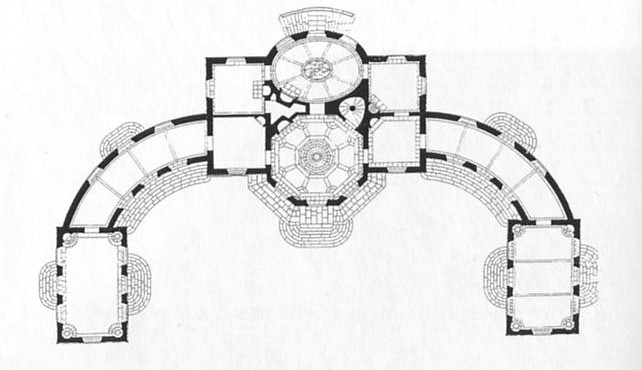
Planritning.

Arbetena med det andra Kina slott påbörjades 1763 efter ritningar av C.F. Adelcrantz och byggnaden stod klar år 1769. Hovintendent Jean Eric Rehn ledde arbetet med inredningen. Arkitekturen är i grunden fransk rokoko, men har en exotisk karaktär med kinesiska och orientaliska inslag som var högsta mode.
Mot huvudbyggnaden ansluter flygelbyggnaderna med krökta förbindelsebyggnader. Fasadernas lackröda väggar och skulpturala utsmyckning visar på god kunskap om kinesisk byggnadskonst, men själva byggnadskroppen kan karakteriseras som klart europeisk. Interiörerna hör till de främsta i svensk rokoko. 
Fyra paviljonger, också i kinesisk stil, ansluter till slottsbyggnaden mot norr. Den högra kallas Biljarden, nordöst om slottet, där fanns ett biljardbord som är försvunnet idag. Istället står där två av Adolf Fredriks svarvstolar och dessutom verktyg som tidigare fanns i svarvkammaren. Den vänstra (till vänster) var Silverkammaren. 
Lite längre norrut uppfördes på en hög sockel Adolf Fredriks ateljé (till höger) och den så kallade Confidensen (till vänster), en matsalsbyggnad där både matbord och serveringsbord dukades i våningen under den kungliga matsalen och på signal ovanifrån hissades mat- och serveringsbord upp i matsalen. Detta innebar att de kungliga kunde äta middag utan att betjäning var närvarande, alltså en confidence (franska för "i förtroende"). Norr om Confidensen ligger det gamla köket som till 2018 inrymde ett café. I parken öster om Kina slott står även ett pagodliknande lusthus kallad Volièren (franska för voljär). Den Kinesiska pagoden som planerades vid Floras kulle under Gustav III:s tid byggdes aldrig.
Slottet genomgick en yttre restaurering 1927–1928, 1943–1955 samt en inre 1959–1968. En genomgripande restaurering av exteriören påbörjades 1989 och avslutades 1996.

## Inbrott 2010
Den 6 augusti 2010 klockan två på natten tog sig tjuvar in via två dubbeldörrar på Kina slottets baksida. Inne i slottet slog de sönder tre montrar och tog med sig ett okänt antal föremål. Inbrottslarmet fungerade men hela inbrottet tog bara sex minuter. Samlingen på Kina slott består av bland annat kinesiska lerfigurer, porslinsdockor, urnor, lackmöbler och andra konstföremål från Kina daterade till 1753. Hovet har bekräftat att det var den ordinarie statliga kollektionen som visades när inbrott inträffade. Föremålen anses vara ovärderliga. Tjuvarna flydde från Kina slott på en moped, som senare hittades av polisen lite längre bort nere vid Mälarens vatten. Polisen misstänker att de sedan försvann i en båt och tror att det rör sig om ett beställningsjobb. Det var första gången som Kina slott blev utsatt för inbrott.
Föremålen som stals hittades då polisen gjorde tillslag mot hälare hösten 2019.

## Bilder

### Exteriör

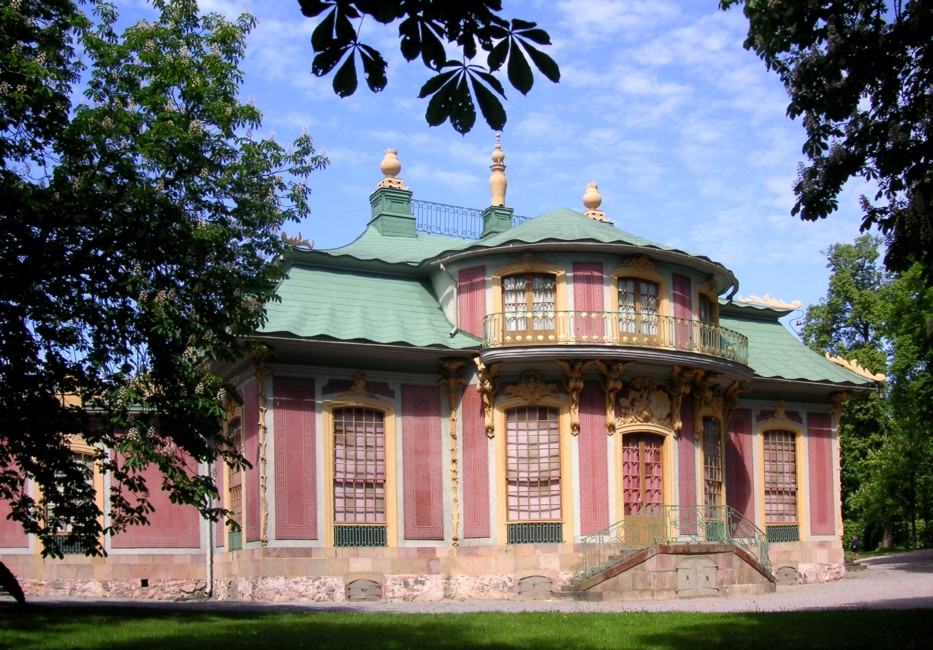
Kina slott, fasad mot syd
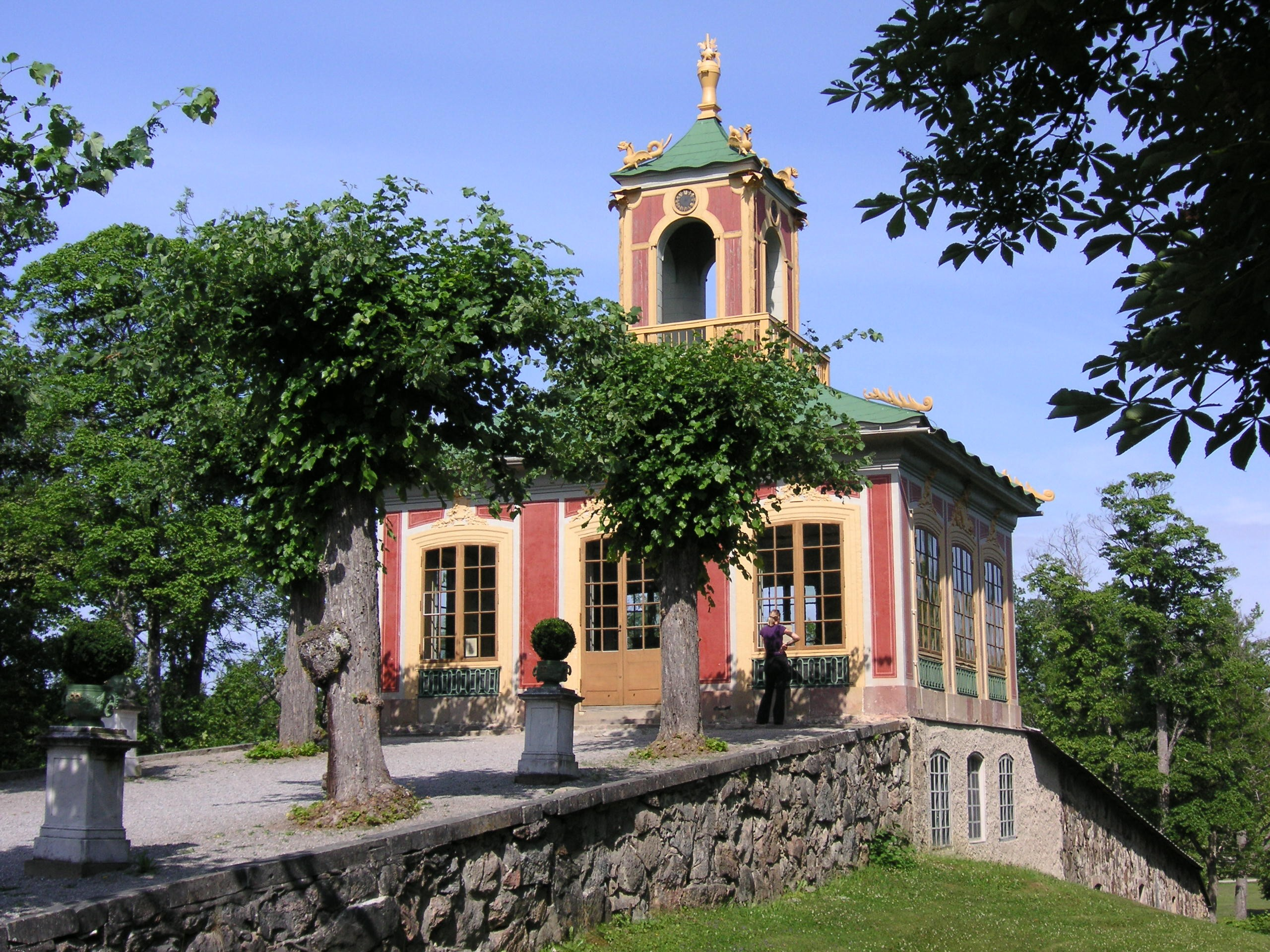
Confidencen
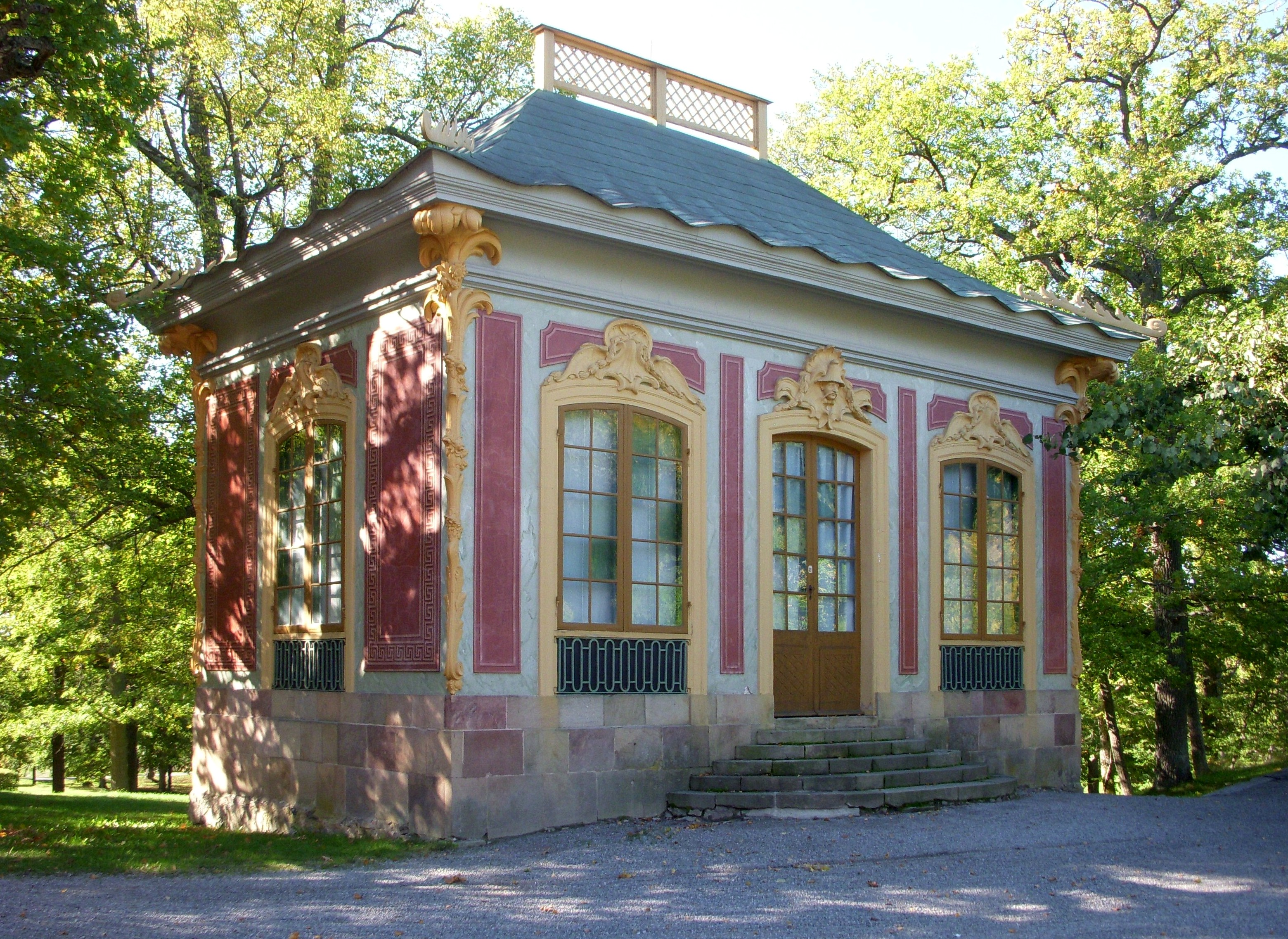
Västra flygeln, Silverkammaren
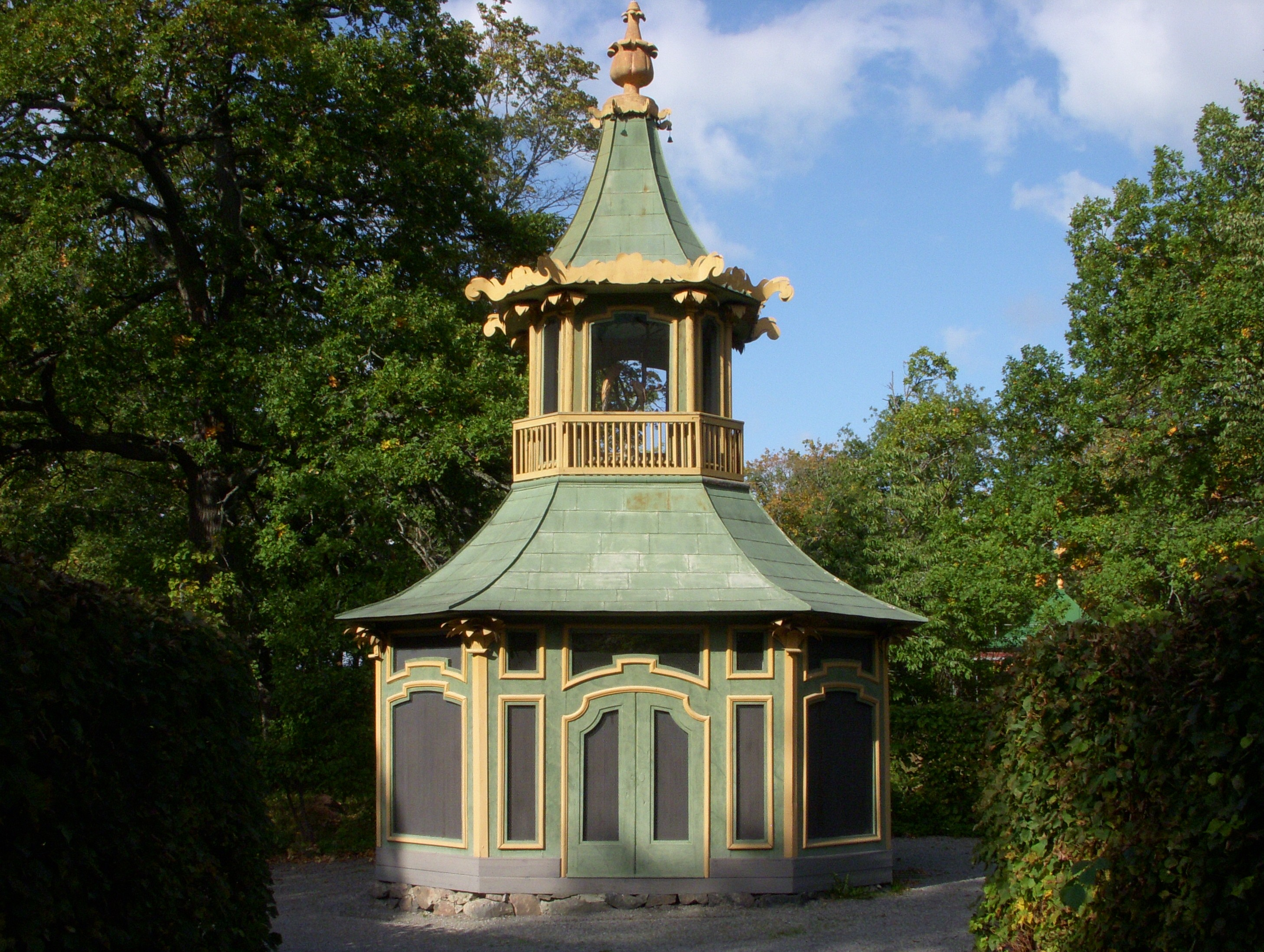
Volièren

### Fasaddetaljer

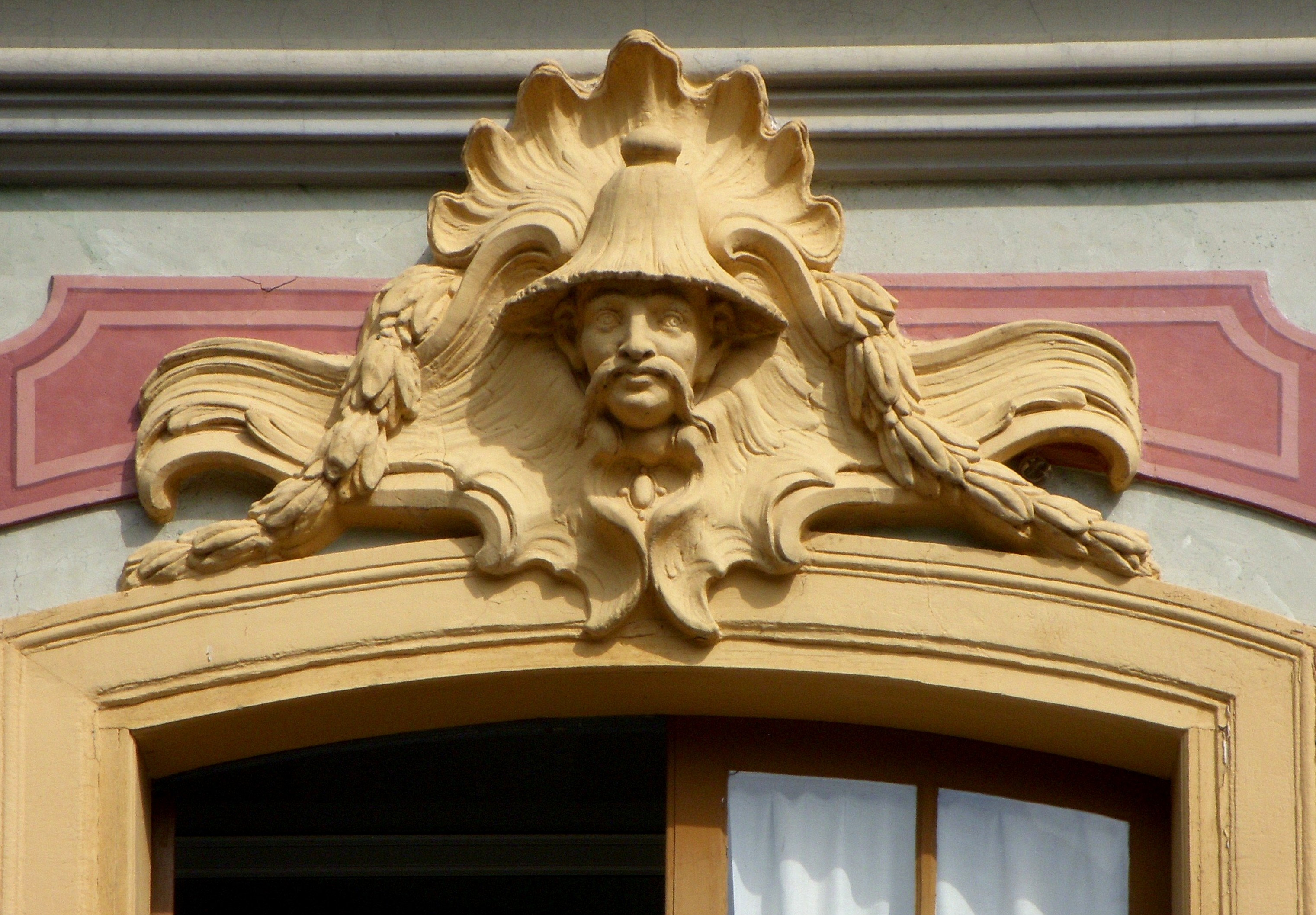
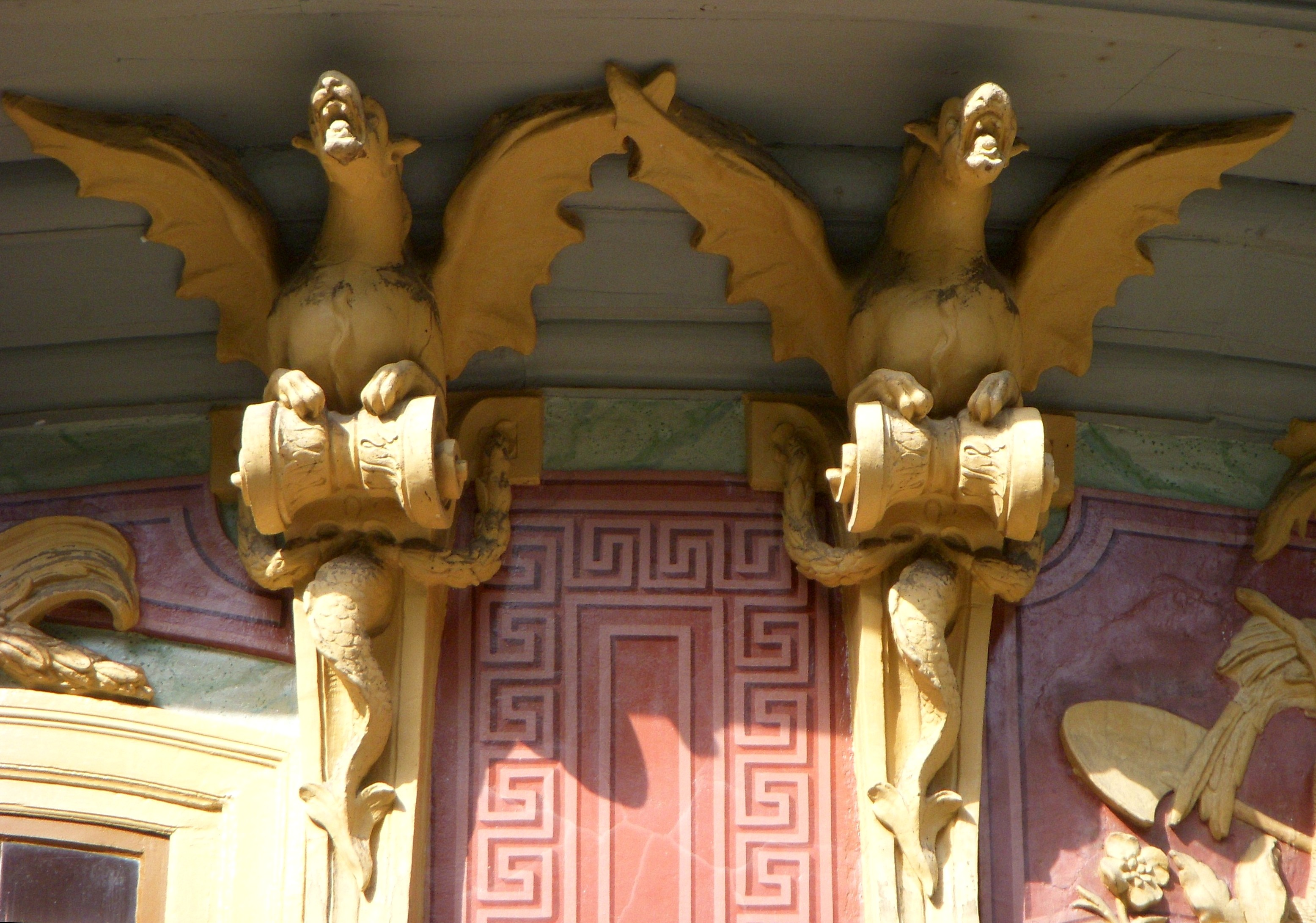
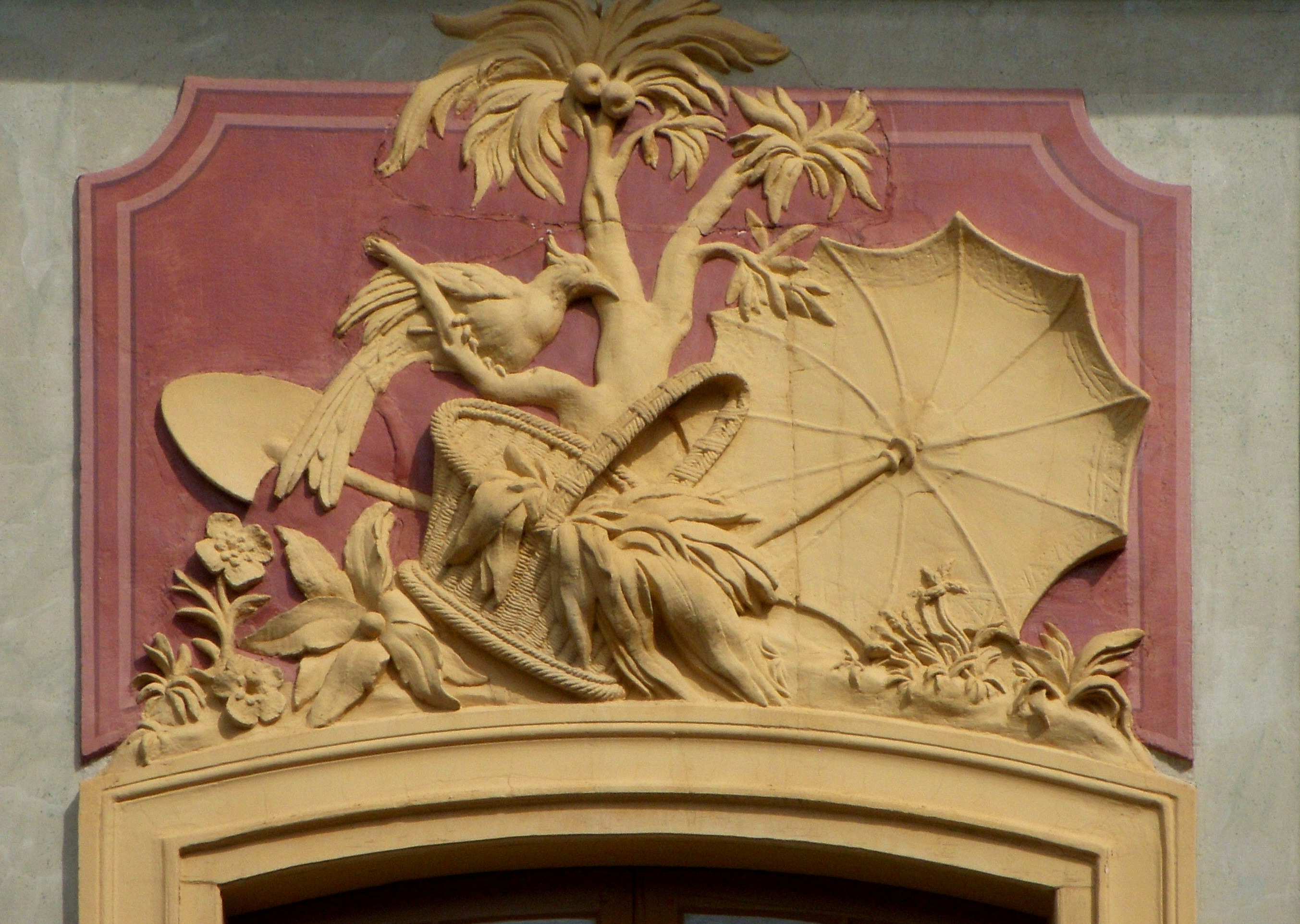
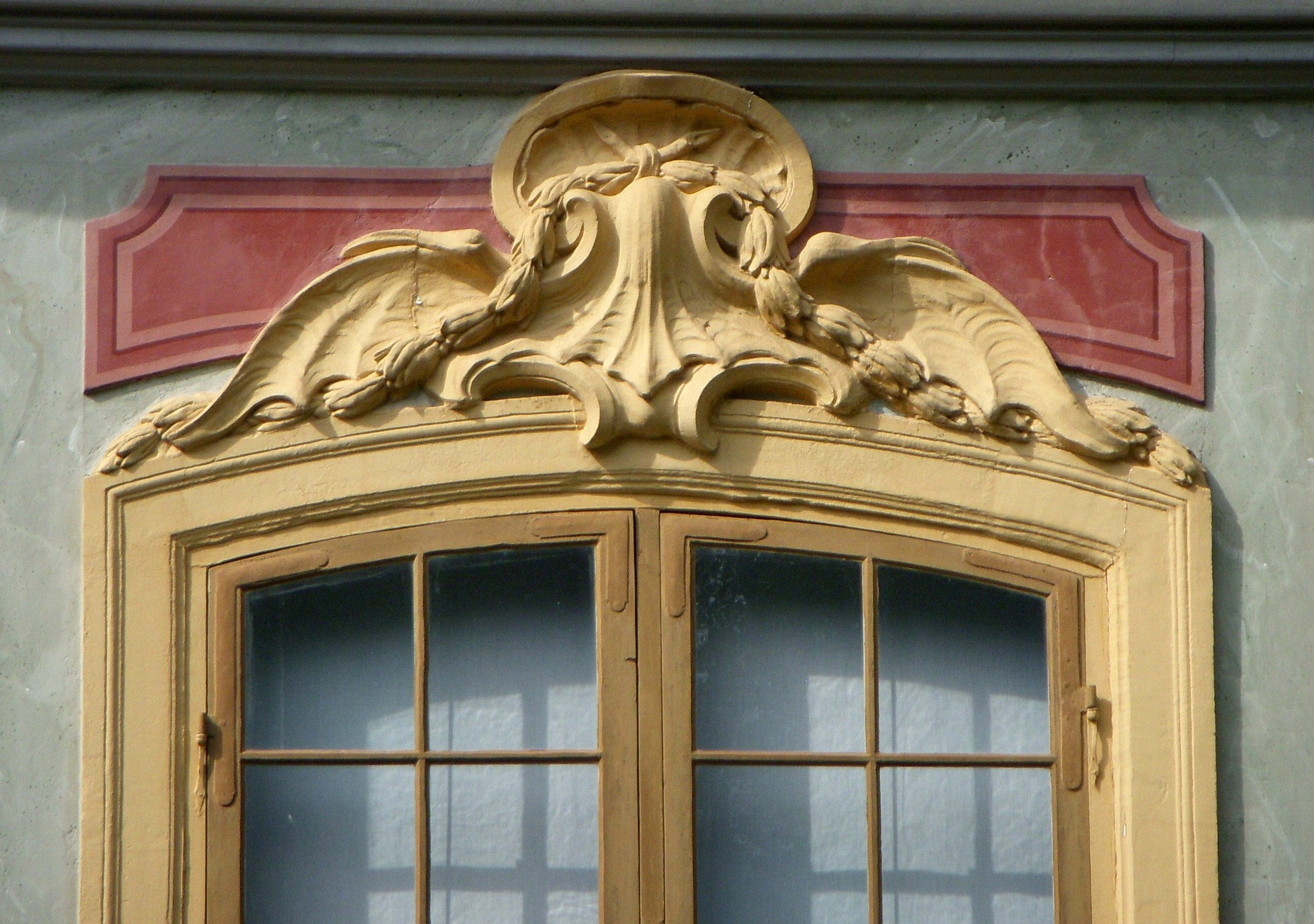

### Interiör

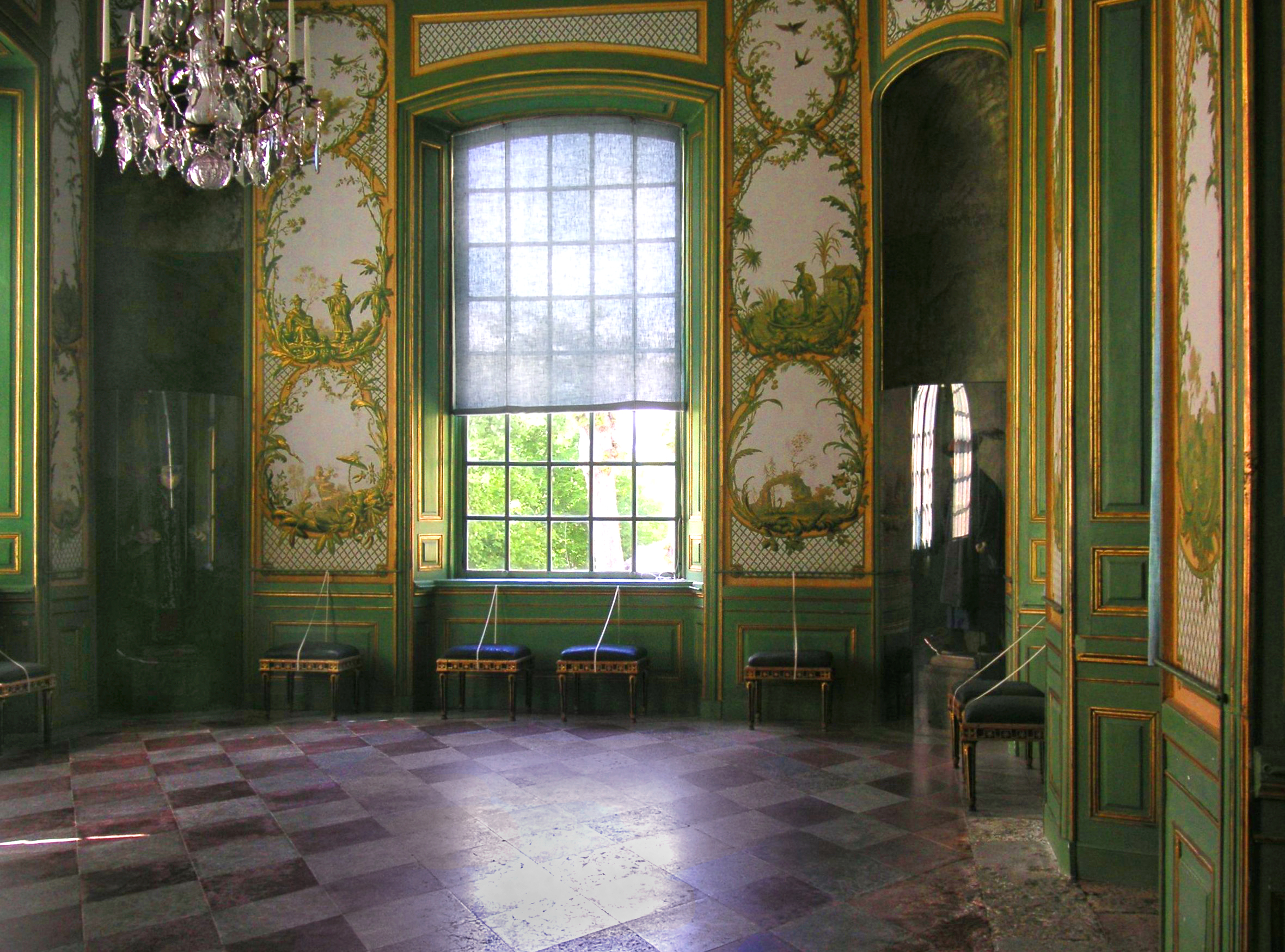
Gröna salongen i slottet
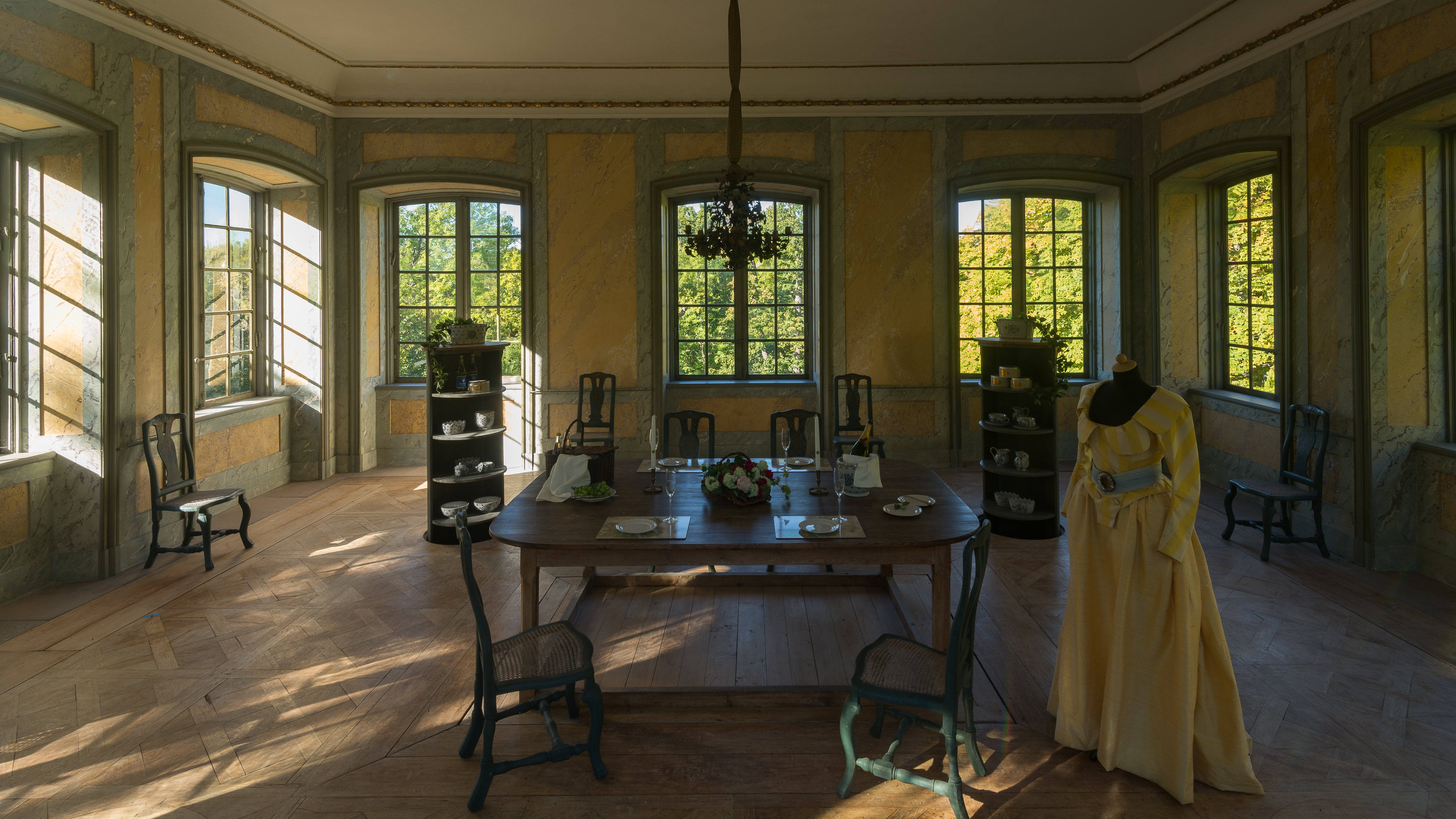
Confidencen, matbord
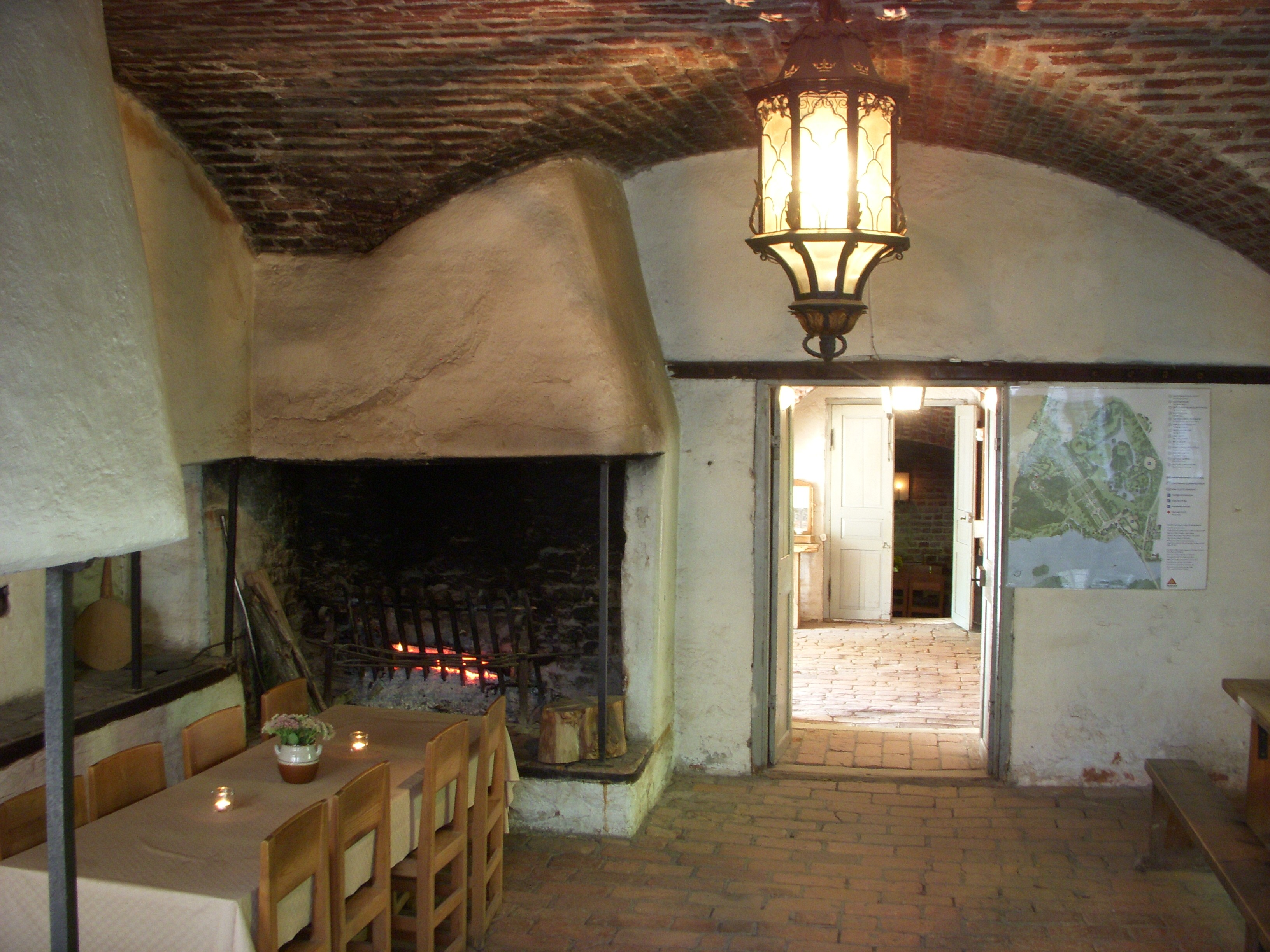
Confidencens kök
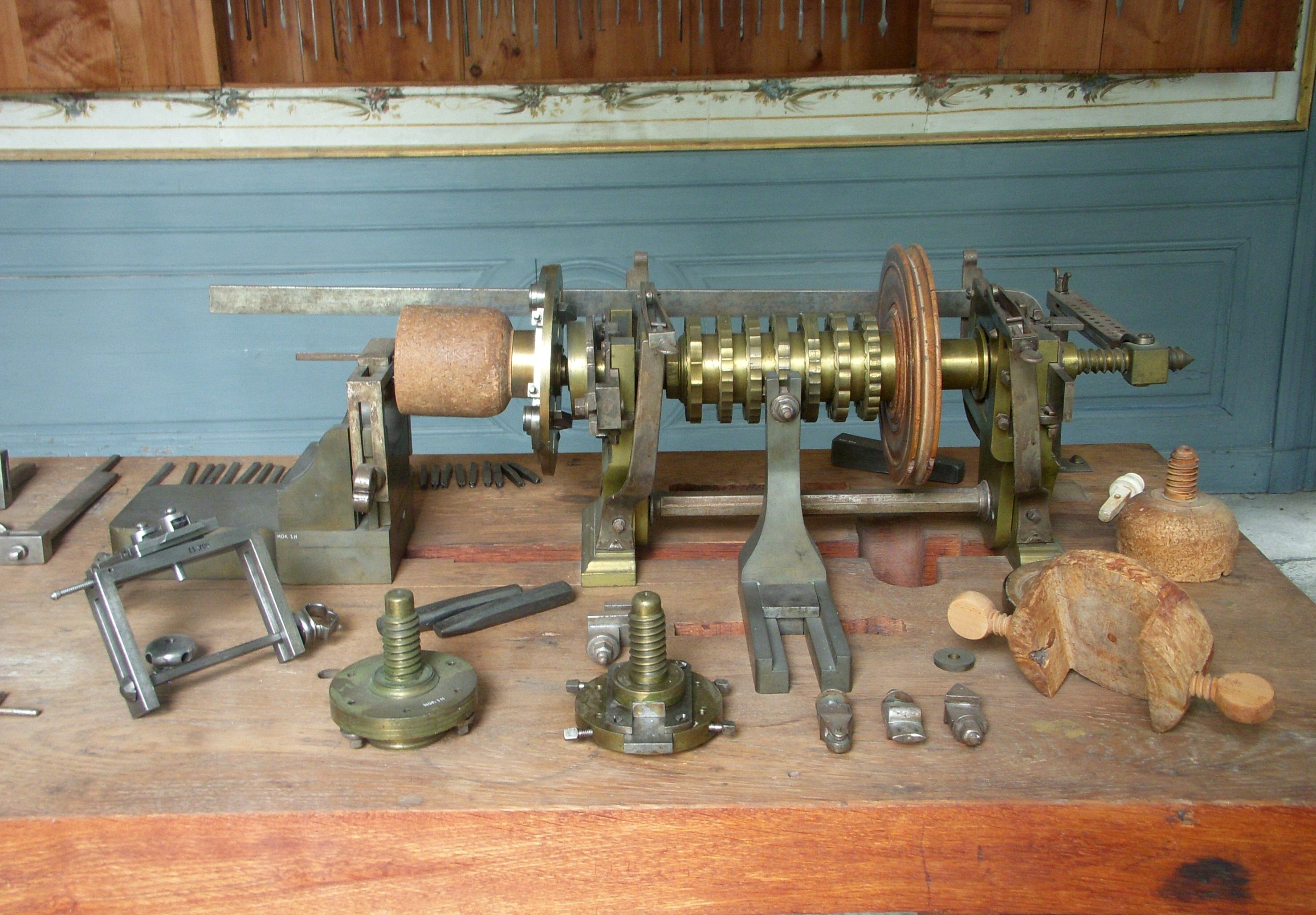
Adolf Fredriks svarv i "Biljarden"